# 奥埃拉什
奥埃拉什（葡萄牙语：Oeiras）位于葡萄牙西部大西洋沿岸，是里斯本的卫星城市。

## 友好城市
- 法国圣艾蒂安